# 奧斯卡·艾拉萊普
奧斯卡·艾拉萊普（Oscar Araripe，1941年7月—）是位巴西藝術家、作家、教育家、社會與生態激進主義者。

## 相關網站
- 奧斯卡·艾拉萊普個人網站 （页面存档备份，存于）
- 奧斯卡·艾拉萊普官方網站 （页面存档备份，存于）
- 奧斯卡·艾拉萊普在AbsoluteArts.com的資料 （页面存档备份，存于）